# Corrina, Corrina
Corrina, Corrina (bra: Corina, uma Babá Perfeita) é um filme americano de 1994, do gênero comédia dramático-romântica, escrito e dirigido por Jessie Nelson, em sua estreia na direção de um longa-metragem. Ambientado em 1959, o filme conta a história de uma menina enlutada, Molly (Tina Majorino), cujo pai, o viúvo Manny Singer (Ray Liotta) contrata a babá Corina Washington (Whoopi Goldberg) para cuidar dela; Corina muda a vida dos dois e acaba se envolvendo amorosamente com Manny, um romance polêmico para aquela época.
Foi o último filme do ator Don Ameche, que morreu logo após o término das filmagens.

## Elenco
| Intérprete          | Personagem          |
| ------------------- | ------------------- |
| Whoopi Goldberg     | Corrina Washington  |
| Ray Liotta          | Manny Singer        |
| Tina Majorino       | Molly Singer        |
| Erica Yohn          | Vovó Eva Singer     |
| Don Ameche          | Vovô Harry Singer   |
| Jenifer Lewis       | Jevina Washington   |
| Brent Spiner        | Brent Witherspoon   |
| Larry Miller        | Sid                 |
| Wendy Crewson       | Jenny Davis         |
| Joan Cusack         | Jonesy              |
| Harold Sylvester    | Frank               |
| Steven Williams     | Anthony T. Williams |
| Lynette Walden      | Annie Singer        |
| Curtis Williams     | Percy               |
| Briahnna Odom       | Lizzie              |
| Ashley Taylor Walls | Mavis               |
| Courtland Mead      | Howard Davis        |
| Lin Shaye           | Babá                |
| Patrika Darbo       | Wilma               |

## Recepção

### Críticas e aprovação
O filme não foi um sucesso de bilheteria, arrecadando US$ 20.160.000 nos Estados Unidos.
O filme recebeu críticas mistas de muitos críticos de cinema, criticando o fracasso de Nelson em abordar completamente as complicações que cercavam um relacionamento romântico inter-racial na década de 1950. Roger Ebert confessou que gostou, mas escreveu: "Parece quase tão tímido quanto os personagens em relação às questões de raça e romance. Depois que acabou, senti que, sim, era caloroso e de bom coração, mas havia mais história para ser contada".
Janet Maslin, do The New York Times, elogiou os atores e atrizes por seu trabalho, mas repetiu uma crítica semelhante em relação ao relacionamento de Manny e Corrina: "O carinho entre eles é evidente, mas nem no final da história Jessie Nelson decidiu que tipo de carinho seria esse. Isso pode ser verdade, mas para um filme convencional, é um problema".
No Rotten Tomatoes possui uma classificação de 37% com base em 19 avaliações.